# Скаржин (Седлецький повіт)
Скаржин (пол. Skarżyn) — село в Польщі, у гміні Скужець Седлецького повіту Мазовецького воєводства.
Населення — 39 осіб (2011).
У 1975-1998 роках село належало до Седлецького воєводства.

## Демографія
Демографічна структура станом на 31 березня 2011 року:
|          | Загалом | Допрацездатний вік | Працездатний вік | Постпрацездатний вік |
| -------- | ------- | ------------------ | ---------------- | -------------------- |
| Чоловіки | 21      | 3                  | 14               | 4                    |
| Жінки    | 18      | 1                  | 6                | 11                   |
| Разом    | 39      | 4                  | 20               | 15                   |